# Khesrau Behroz

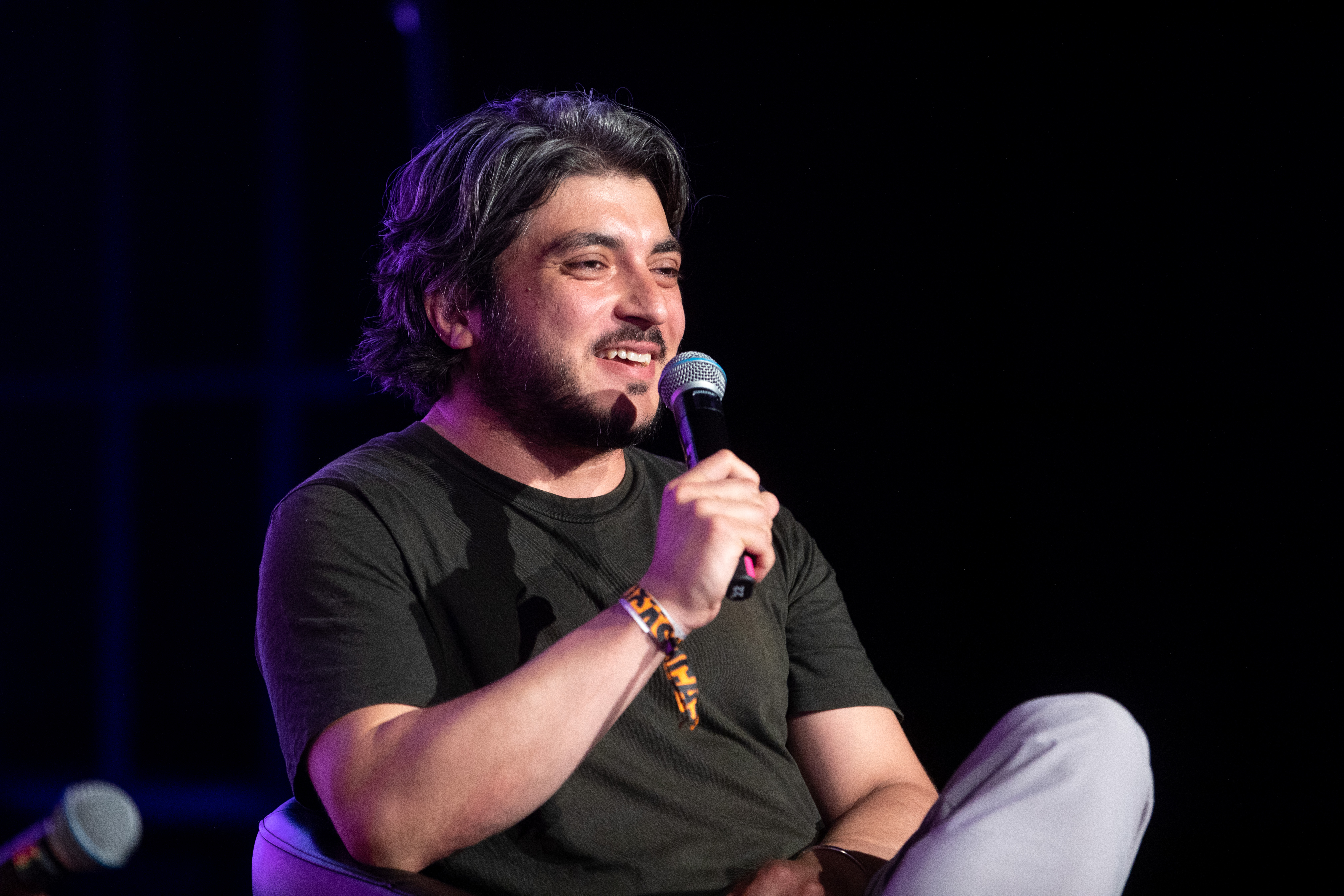
Khesrau Behroz (2023)

Khesrau Behroz (* 1987 in Kabul, Afghanistan) ist ein deutscher Podcaster und Journalist.

## Leben
Behroz’ Eltern, die Mitglieder der kommunistischen Partei Afghanistans waren, flohen nach dem Umsturz aus Kabul, als Behroz drei Jahre alt war. Seit 1994 lebt Behroz in Deutschland. Er studierte Kommunikationswissenschaft und Literaturwissenschaften in Erfurt, Berlin und New York City.

## Podcasts
2021 erschien mit Cui Bono: WTF happened to Ken Jebsen? ein sechsteiliger Podcast, den Behroz schrieb und moderierte. Die Podcast-Reihe wurde mit zahlreichen Preisen ausgezeichnet. Nach dem Erfolg von Cui Bono gründete Behroz mit seinem Kollegen Patrick Stegemann die Produktionsfirma Undone. Seit August 2022 sitzt Behroz im Beirat des Journalism Innovators Program der Hamburg Media School. Die zweite, Ende 2022 veröffentlichte Staffel von Cui Bono (Cui Bono: Wer hat Angst vorm Drachenlord?) handelt vom YouTuber Drachenlord und von Cyber-Mobbing.
Mit dem Podcast Legion fand Behroz im Dezember 2023 auf der Website eines in Berlin-Kreuzberg ansässigen Capoeira-Vereins Spuren, die zur RAF-Terroristin Daniela Klette führten, die 30 Jahre im Untergrund gelebt hatte. Klette wurde Ende Februar 2024 verhaftet. Ein Zusammenhang mit der Podcast-Recherche ist nicht belegt. Nach Behördenangaben sei bereits im November 2023 – vor dem Erscheinen des Podcasts – ein Hinweis aus der Bevölkerung zur Wohnung Klettes eingegangen.
2024 war Behroz Host und Co-Autor des achtteiligen Doku-Podcasts Judging Amanda Knox.

## Auszeichnungen
- 2021: Deutscher Reporter:innenpreis
- 2021: Preis für Popkultur
- 2022: Grimme Online Award
- 2022: Deutscher Podcastpreis
- 2022: Robert-Geisendörfer-Preis für den Podcast Noise[13]